# Fantozzi (film)
Fantozzi è un film del 1975 diretto da Luciano Salce.
È il capostipite della saga con protagonista il ragionier Ugo Fantozzi, ideato e interpretato da Paolo Villaggio. L'opera adatta, attraverso una narrazione episodica, alcuni dei racconti inclusi nei due best seller scritti da Villaggio, l'omonimo Fantozzi e Il secondo tragico libro di Fantozzi.
Uscito nei cinema con grande successo il 27 marzo 1975, nel 2008 Fantozzi fu selezionato tra i 100 film italiani da salvare. Per la sua interpretazione nel film, Anna Mazzamauro fu candidata per il Nastro d'argento alla migliore attrice non protagonista ai Nastri d'argento 1976.

## Trama

Fantozzi (Paolo Villaggio) alla guida della sua scalcinata Bianchina

Il ragionier Ugo Fantozzi è un umile e sfortunato impiegato della Megaditta, servile nei confronti dei suoi superiori e ignorato dai propri colleghi, tanto da essere rimasto murato per sbaglio nei vecchi gabinetti dell'azienda "per diciotto giorni" senza che nessuno se ne accorgesse. Anche a casa sua le cose non vanno meglio: sposato con la sfiorita Pina e padre della mostruosa Mariangela, ogni mattina deve far fronte a difficoltà e imprevisti per riuscire a timbrare in tempo il cartellino d'entrata.
Durante le sue giornate al lavoro, Fantozzi corteggia da anni una sua collega, la signorina Silvani, e coglie l'occasione al termine del funerale della madre di un dirigente invitandola a colazione. La risposta affermativa della Silvani fa distrarre Fantozzi al volante, che taglia la strada alla vettura di tre energumeni con cui la donna inizia un diverbio. Durante la rissa che ne segue, in cui i tre pestano brutalmente Fantozzi, il ragioniere incolpa la Silvani, la quale se ne va annullando l'appuntamento.
Fantozzi è amico del ragionier Filini, maldestro organizzatore di manifestazioni ricreative, tra cui la tradizionale partita di calcio tra scapoli e ammogliati in un disastrato campetto di periferia. In un'occasione Fantozzi ha condiviso con lui una tragica gita al lago di Bracciano.
A Natale, i dirigenti della Megaditta si scambiano doni faraonici e regalano ai figli dei dipendenti un panettone e una bottiglia di spumante, a patto che i bambini recitino una poesia di fronte a loro. Quando arriva il turno di Mariangela, la figlia del ragioniere, questa non riceve i regali e viene anzi pesantemente derisa a causa della sua bruttezza; Fantozzi, in un sussulto di dignità, entra nella stanza e porta via la bambina, cercando di tirarle su il morale.

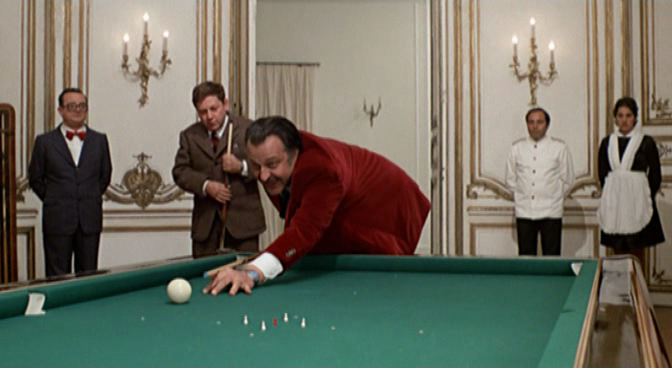
Fantozzi e Catellani (Umberto D'Orsi) durante la partita a biliardo

A Capodanno, la famiglia Fantozzi festeggia con i propri colleghi a un veglione organizzato da Filini in un freddo e squallido scantinato. La cena di Fantozzi viene funestata da continui problemi con un maldestro cameriere; inoltre, appena a metà serata il direttore d'orchestra, già impegnato in un altro veglione, imbroglia i presenti annunciando che mancano soli tre minuti alla mezzanotte, anticipando così i festeggiamenti. Solo quando escono sotto i botti della mezzanotte reale, gli impiegati si accorgono dell'imbroglio: nell'euforia generale, da un balcone viene scagliata una vecchia stufa economica che cade sulla Bianchina di Fantozzi, distruggendola completamente.
Il nuovo direttore dell'ufficio di Fantozzi, il cavaliere conte Diego Catellani, è appassionato di biliardo e promuove gli impiegati che perdono contro di lui. Su suggerimento della moglie, Fantozzi decide di apprendere i fondamentali dello sport per migliorare la propria carriera, ma trova un insegnante che lo costringe a diventare un campione. Catellani aveva fatto posizionare la statua di sua madre Teresa nell'atrio dell'azienda, dinanzi a cui ogni impiegato deve servilmente inchinarsi a ogni passaggio: Fantozzi ci picchia la testa e finisce per insultare la statua davanti al direttore, che lo sfida a biliardo. La partita ha luogo a casa di Catellani alla presenza di sua madre e di tutti i dipendenti della Megaditta; Fantozzi compie volutamente errori allo scopo di perdere ed arruffianarsi il suo superiore ma, continuamente insultato e umiliato, alla vista della moglie in lacrime reagisce e ribalta il risultato, vincendo. La reazione del direttore è violenta e per riuscire a fuggire Fantozzi sequestra la madre di Catellani e chiede un riscatto da una cabina telefonica. L'anziana finisce per innamorarsi del suo rapitore e viene prontamente abbandonata nella cabina.
Notando il proprio pessimo profilo fisico, Fantozzi decide di dimagrire, ma dopo una maldestra partita a tennis con Filini in una mattina fredda e nebbiosa abbandona l'idea dell'attività sportiva. Il ragioniere si ricovera allora nella clinica dimagrante Le Magnolie, in realtà identica in tutto e per tutto a una prigione, dove i pazienti vengono reclusi in celle, dove è severamente vietato mangiare e bere, mentre di notte si servono ai "pazienti" succulente pietanze a caro prezzo. Fantozzi, dopo aver dilapidato un patrimonio in cibo, decide di acquistare gli "spaghetti alla Montecristo", piatto con una lima inclusa nella pietanza, così da riuscire a evadere. Successivamente acquista un vestito che lo snellisce e invita la signorina Silvani a cena in un ristorante giapponese, dove però incappa in un equivoco e fa cucinare per errore Pier Ugo, l'amato pechinese della collega.

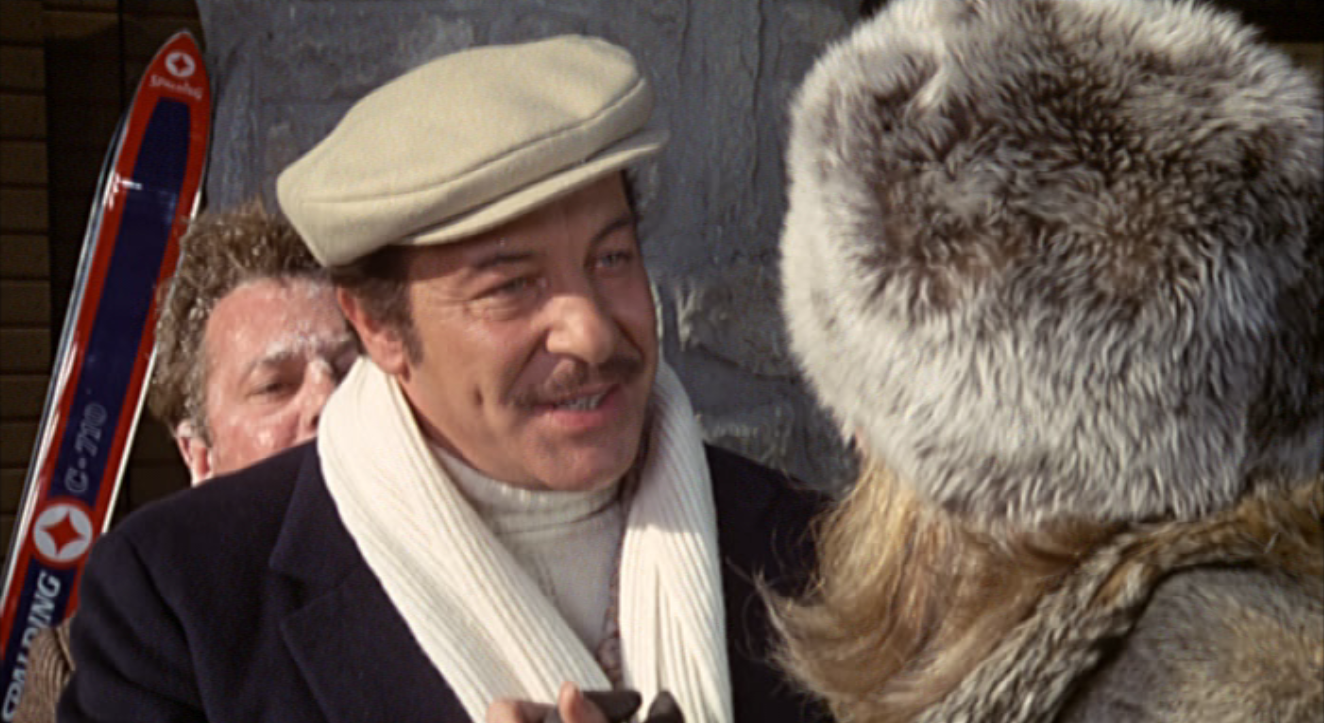
Il geometra Calboni (Giuseppe Anatrelli), scansando Fantozzi, si presenta alla contessina

Per farsi perdonare dalla Silvani, Fantozzi va in vacanza a Courmayeur  con lei e il geometra Calboni, un collega sbruffone ed arrivista. Stordito dal freddo e dalle bugie del collega, anche Fantozzi inizia a millantare e afferma di essere stato "azzurro di sci". Conoscente di vista della figlia della contessa Serbelloni Mazzanti Vien dal Mare, Fantozzi prende parte con gli altri a un ricevimento, dove incontra lo stesso cameriere pasticcione di Capodanno che lo fa cadere in un pentolone pieno di polenta. Il giorno successivo tutti vanno a sciare, arrivando a valle con distacchi minimi; Fantozzi invece, male attrezzato ed equipaggiato, raggiunge il gruppo solo a notte fonda, dopo aver perso diversi denti e dita della mano. Risvegliatosi più tardi nella topaia affittata per dormire, Fantozzi è costretto a origliare l'amoreggiamento della Silvani con Calboni.
In seguito alla delusione d'amore, Fantozzi chiede e ottiene di farsi trasferire in un altro ufficio, finendo in quello del comunista Folagra, che convince il ragioniere a ribellarsi contro il padrone; Fantozzi si presenta al lavoro lanciando un sasso contro una vetrata dell'azienda: viene quindi costretto a un incontro dal Megadirettore Galattico, temendo di essere crocifisso in sala mensa come punizione. Invece i due conversano tranquillamente di politica e, al termine della discussione, Fantozzi viene perdonato e premiato con l'ingresso nell'acquario degli impiegati, in cui nuotano i dipendenti più servizievoli, nel ruolo della triglia.

## Produzione
(Paolo Villaggio)

### Regia
Già nel 1971, dopo l'uscita del primo libro, la Rizzoli e Villaggio avevano deciso di trasportare sul grande schermo la maschera di Fantozzi; come regista era stato originariamente contattato Salvatore Samperi. Il progetto tuttavia si arenò, finché il successo del secondo libro non convinse a resuscitare l'idea. Nel luglio 1974 fu annunciato l'inizio della produzione, con Luciano Salce a sostituire Samperi alla regia.

### Sceneggiatura

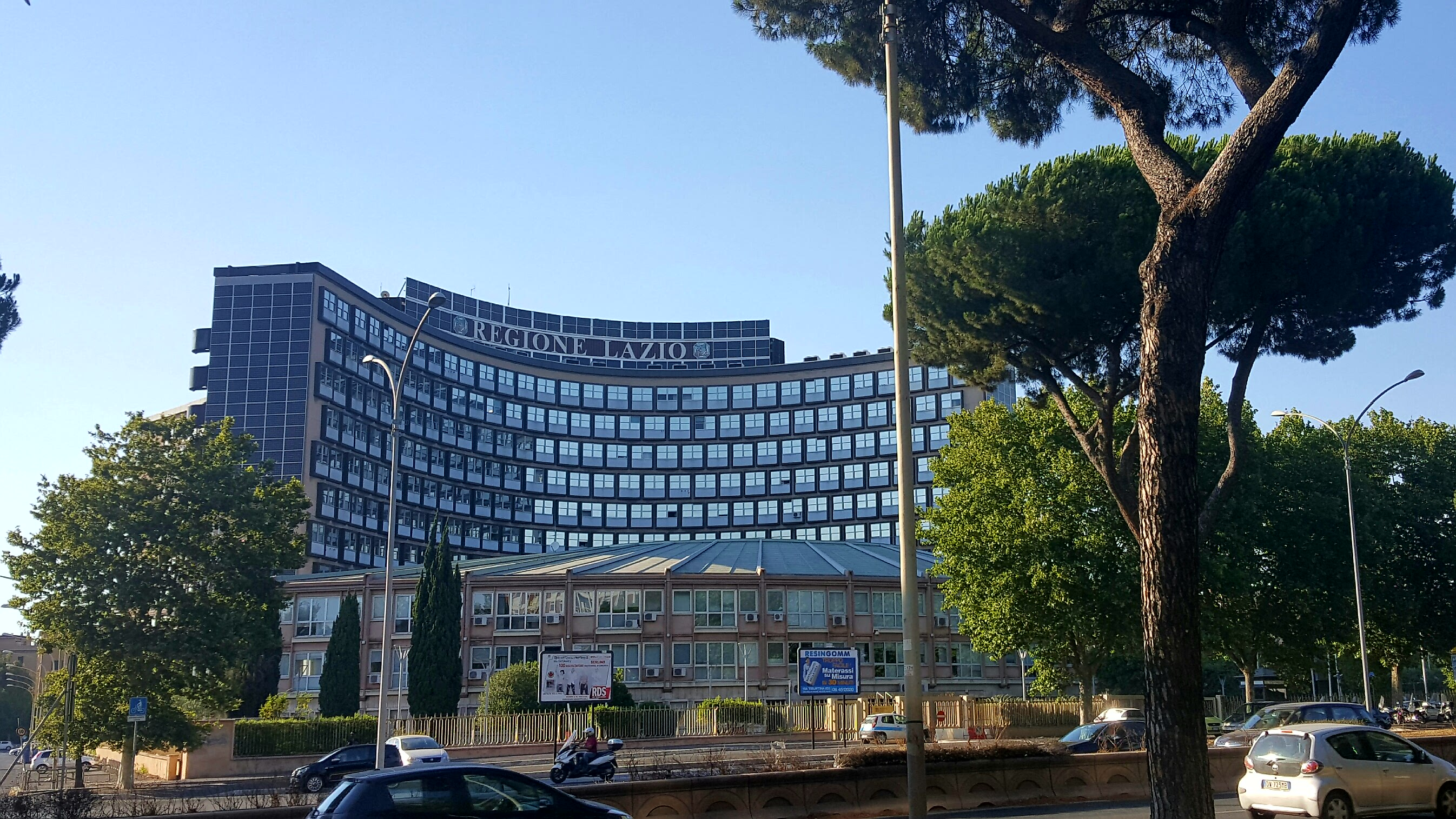
Il palazzo della Regione Lazio nel 2016: sede nazionale dell'INAM all'epoca delle riprese, fu tra le principali location romane della pellicola, questa la maggiore differenza rispetto alle ambientazioni genovesi degli originali letterari.

Contestualmente al nuovo regista furono scelti anche gli sceneggiatori, ovvero Leonardo Benvenuti e Piero De Bernardi ad affiancare gli stessi Villaggio e Salce; Il 6 agosto Villaggio annunciò che si sarebbe a breve trasferito in Sardegna fino a metà ottobre per mettere a punto la sceneggiatura.
La sceneggiatura utilizza i racconti di Villaggio in vari modi; se alcuni di essi vengono adattati molto fedelmente (è il caso ad esempio di "Una partita di biliardo"), altri presentano invece fondamentali modifiche o vengono usati solo come traccia. La differenza più evidente con le fonti letterarie è tuttavia la sostituzione del personaggio di Giandomenico Fracchia (anch'egli interpretato in TV dallo stesso Villaggio) con quello del ragionier Filini. Nei racconti d'origine, infatti, Filini è solo uno dei tanti colleghi "minori" di Fantozzi, mentre il compagno di sventure del ragioniere è sempre Fracchia.
Altra importante differenza è costituita dai paesi di ambientazione. Nelle fonti letterarie Fantozzi vive e lavora a Genova (città natale di Villaggio nella realtà), mentre il racconto Un errore clamoroso: una vacanza a Cortina d'Ampezzo è ambientato appunto a Cortina. Il film invece è ambientato principalmente a Roma, mentre la vacanza di Fantozzi con la Silvani e Calboni avviene a Courmayeur.

### Cast

Liù Bosisio, Villaggio e Plinio Fernando in uno scatto di scena.

Circa la scelta dell'interprete di Ugo Fantozzi, per decenni è sopravvissuta la leggenda secondo cui, inizialmente, erano stati contattati attori già famosi presso il grande pubblico quali Ugo Tognazzi e l'allora emergente Renato Pozzetto, prima di assegnare la parte al suo inventore Paolo Villaggio, al tempo ancora poco noto in ambito cinematografico; una versione dei fatti a lungo avallata in prima persona dallo stesso Villaggio, ma infine smentita dall'attore e motivata con il mero intento, durante la pre-produzione, di aumentare l'interesse attorno al progetto e al suo protagonista.
Per dare un volto ai comprimari del travet la produzione era da principio indirizzata verso interpreti all'epoca già affermati: tuttavia, causa il timore che nomi di primo piano potessero in qualche modo, attraverso la loro fama, snaturare i tratti originari dei personaggi, in fase di sceneggiatura Villaggio, Salce, Benvenuti e De Bernardi optarono per un cast di supporto interamente composto da caratteristi o attori minori. Tra i nomi inizialmente previsti vi era anche Susanna Martinková, in un ruolo imprecisato.

### Riprese

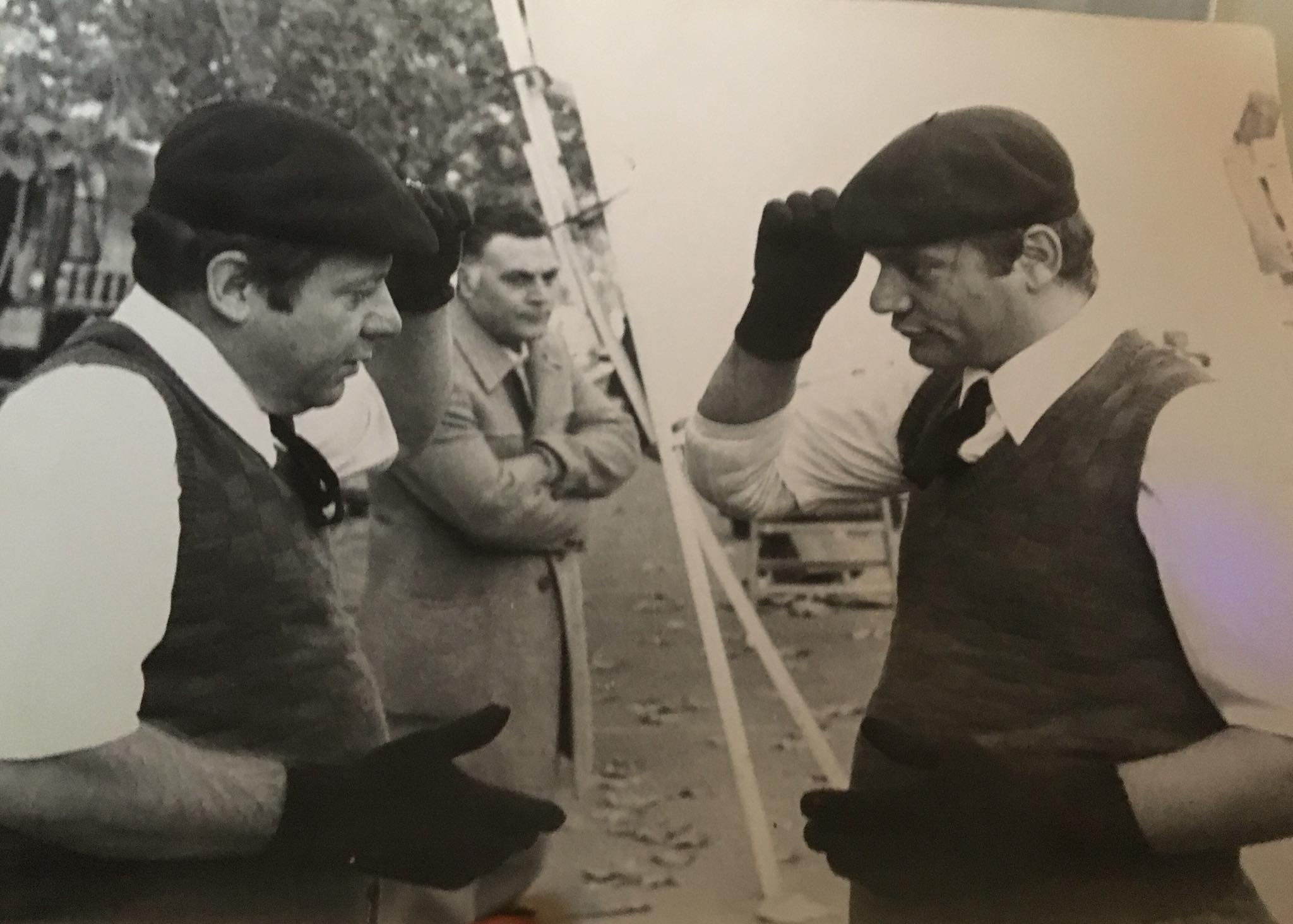
Villaggio e la sua controfigura Clemente Ukmar mentre preparano una scena.

Le riprese iniziarono a Roma a metà ottobre del 1974. Come location esterne furono usati in gran parte vari luoghi dell'allora provincia di Roma in cui si svolgono gli eventi, con alcune eccezioni. Per la Megaditta fu usato l'allora palazzo dell'INAM, tra Tor Marancia e Garbatella, oscurandone le insegne. Gli esterni del condominio di Fantozzi furono in realtà girati presso due diversi edifici: uno in viale Castrense, dove inizia la Tangenziale Est, e l'altro situato nel Gianicolense. Gli interni della villa di Catellani furono girati in una villa dell'Olgiata, mentre il ristorante giapponese è un set costruito nella villa Monte Mario in via Trionfale. La scena della clinica dimagrante fu invece girata presso il complesso monumentale di San Michele a Ripa Grande, riutilizzato per una scena simile in Fantozzi contro tutti.
Come controfigura di Villaggio per le scene pericolose e di azione fu scelto Clemente Ukmar, che lo avrebbe fatto in tutta la serie di film di Fantozzi e che già era stato cascadeur dell'attore in altre sue pellicole; mentre Reder ebbe sempre come controfigura il fratello Franco Ukmar.

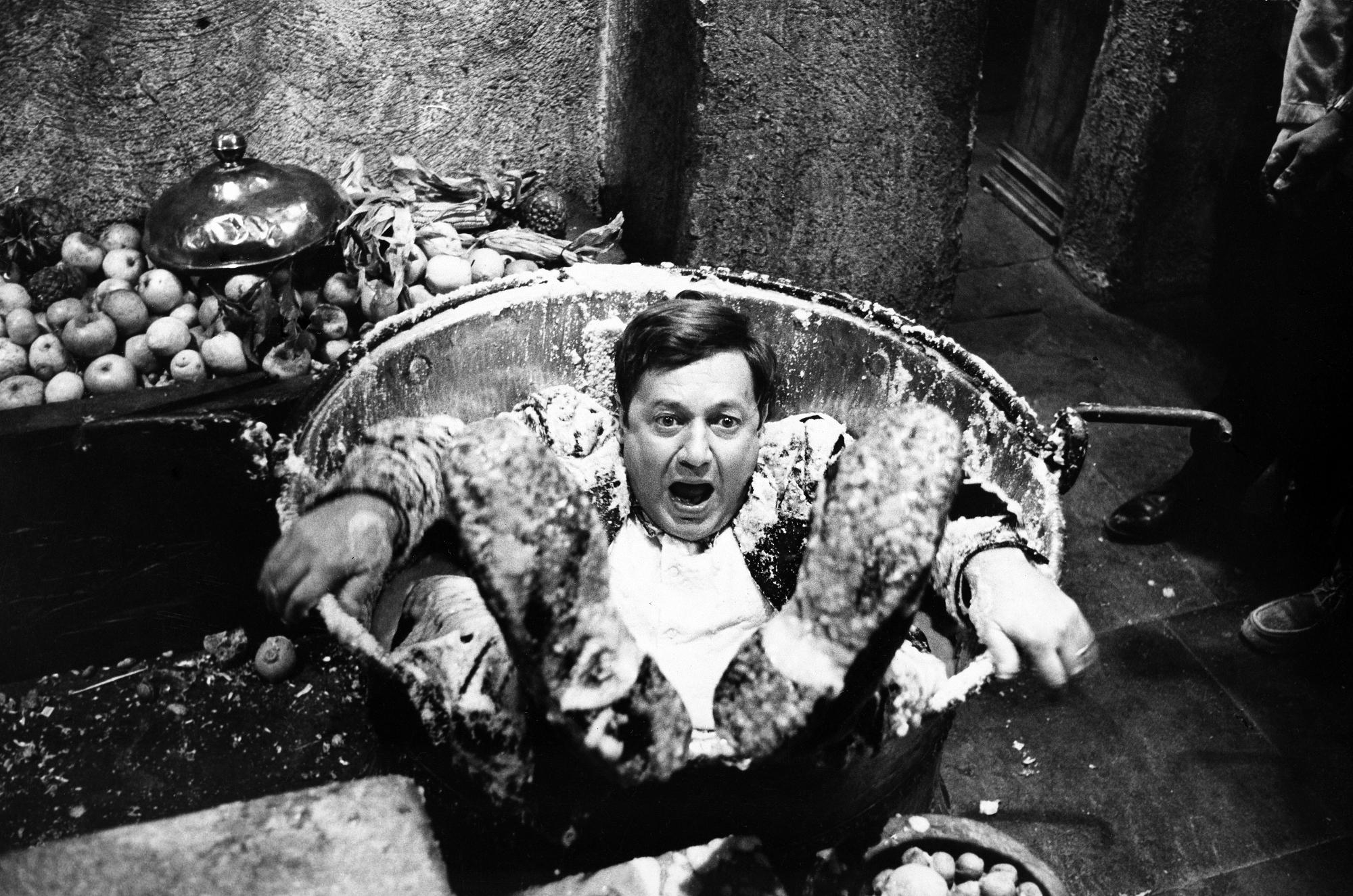
Villaggio nella gag della polenta durante le riprese a Courmayeur

A gennaio le riprese si spostarono a Courmayeur per le scene che si svolgono nella località valdostana. Nelle sequenze sugli sci, Villaggio fece affidamento come controfigura a Marcellino Brocherel, maestro di sci valdostano all'epoca anche noto alle cronache rosa. La scena del ricevimento offerto dalla figlia della contessa richiese due giorni di lavoro: per la gag della polenta fu utilizzato un pentolone d'antiquariato in rame in cui la controfigura batté la testa più volte, e la polenta fu realizzata con acqua e polvere di compensato e ricoperta di farina solo in superficie.

## Colonna sonora

### Album

#### Tracce
Testi di Leonardo Benvenuti, Piero De Bernardi e Paolo Villaggio, musiche di Franco Bixio, Fabio Frizzi e Vince Tempera; edizioni musicali Cinevox.
1. Paolo Villaggio – La ballata di Fantozzi – 3:30
2. Fantozzi (titoli) – 3:10
3. Fantozzi (in archivio) – 0:41
4. Fantozzi (il funerale) – 0:59
5. Fantozzi (Fantozzi innamorato) – 2:20
6. Fantozzi (allucinazioni mistiche) – 2:53
7. Fantozzi (la nuvola dell'impiegato) – 0:53
8. Fantozzi (ristorante giapponese – original film version) – 3:54
9. Fantozzi in montagna – 2:59
10. Fantozzi (valzer sulla neve) – 1:47
11. L'impiegatango – 3:10
12. Fantozzi e il megadirettore (Fantozzi e il megadirettore) – 4:09
13. Fantozzi (momento popolare) – 0:47
14. Fantozzi (valzerino) – 0:26
15. La ballata di Fantozzi (atmosfera pastorale) – 0:34
16. Fantozzi (cenone di Capodanno parte 1) – 1:32
17. L'impiegatango (cenone di Capodanno parte 2) – 0:38
18. Fantozzi (cenone di Capodanno parte 3 – rhumba) – 0:45
19. Fantozzi (cenone di Capodanno parte 4 – il valzer delle candele) – 0:41
20. Fantozzi (cenone di Capodanno parte 5 – tarantella) – 1:53
21. Fantozzi (cenone di Capodanno parte 6 – Nannì) – 0:48
22. Fantozzi (cenone di Capodanno parte 7 – marcia dei bersaglieri) – 0:45
23. Fantozzi (attimo sexy) – 1:18
24. Fantozzi (misteriosamente) – 1:14
25. Fantozzi (religioso country) – 0:45
26. La ballata di Fantozzi (tango e moog) – 0:52
27. Fantozzi (ragioniere romantico) – 0:36
28. Franco Bixio – La ballata di Fantozzi (demo # 1) – 2:22
29. Franco Bixio – La ballata di Fantozzi (demo # 2) – 2:23
30. Paolo Villaggio – La ballata di Fantozzi (alt. take) – 3:33
31. Paolo Villaggio – L'impiegatango (vocal - single version side B) – 3:10

Durata totale: 55:27

## Distribuzione

### Data di uscita
Le date di uscita internazionali sono state:
- 27 marzo 1975 in Italia
- 21 maggio 1976 in Germania Ovest (Das größte Rindvieh weit und breit)
- 14 aprile 1978 in Finlandia (Tunteet ne on hiirelläkin)
- 17 agosto 1978 in Ungheria
- 21 luglio 2021 in Francia[13]

In occasione dei quarant'anni dall'uscita, film è stato restaurato in 2K, proiettato alla Festa del Cinema di Roma 2015 e quindi riproposto nelle sale italiane dalla Eagle Pictures dal 26 al 28 ottobre dello stesso anno. Questo restauro, effettuato sulla versione cinematografica che godette all'epoca della distribuzione più ampia, è stato tuttavia criticato sia perché non comprensivo della scena della clinica dimagrante, sia perché non ritenuto «cromaticamente fedele» alla versione originale.

### Edizioni home video
Il film fu distribuito in VHS nel febbraio 1988 dalla Creazioni Home Video. Una nuova edizione, edita da Mondadori Video, uscì negli anni novanta.
L'edizione DVD-Video uscì il 25 febbraio 2004, edita da Medusa Video. Come extra sono inclusi la prima puntata dell'intervista a Villaggio La tragica storia di Fantozzi e le schede su cast artistico e tecnico. Il DVD è stato poi ristampato dalla Warner Home Video e dalla Mustang Entertainment.
Nel 2020 è stata pubblicata da Mustang Entertainment una nuova edizione home video della pellicola, a seguito di un nuovo restauro in 4K effettuato nello stesso anno dalla Cineteca di Bologna, basato sui negativi originali e supervisionato da Daniele Ciprì. Questa versione, a differenza del summenzionato restauro in 2K del 2015, stavolta è stato promosso dalla critica che l'ha giudicato «filologicamente inappuntabile».

## Accoglienza

### Incassi
Fantozzi fu un grande successo finanziario: incassò più di sei miliardi di lire, rimanendo in prima visione per più di otto mesi e risultando il maggior incasso in Italia della stagione cinematografica 1974-75.
Detiene ad oggi il 50º posto nella classifica dei film italiani più visti di sempre con 7 755 046 spettatori paganti.

### Critica
Il film inizialmente fu poco apprezzato dalla critica italiana. Alcuni giornalisti lo trovarono slegato e composto da sketch troppo goliardici; anche l'Unità ne rilevò la natura frammentaria, reputando divertenti e pungenti solo alcune scene e definendolo "girato alla meno peggio", sottolineando tuttavia la bravura del cast maschile. Nel suo libro Il milleFilm. Dieci anni al cinema 1967-1977, Tullio Kezich scrisse che "si ha l'impressione che Paolo Villaggio tenda a svendere la sua trovata prima ancora di averne esplorato tutte le possibilità", mentre Giovanni Grazzini scrisse nel suo volume Cinema '75 che "passando dalla comicità orale alla comicità di situazione, forse anche poco aiutato da una regia scarsamente innovatrice, Villaggio scade a pagliaccetto, e accresce i debiti con la farsa del muto". Una recensione positiva arrivò invece da Leo Pestelli de La Stampa, il quale evidenziò come la regia renda adeguatamente il masochismo del protagonista, affermando inoltre che le reazioni ripetitive e prevedibili di Fantozzi sono rese sempre divertenti dal variare delle situazioni.
Col tempo Fantozzi è diventato un film di culto, venendo recensito molto più spesso in modo positivo. Secondo Paolo Mereghetti, che gli assegna tre stelle su quattro, è stata questa pellicola ad aver fatto entrare il personaggio nell'immaginario collettivo, essendo composta da "gag crudeli e paradossalità esasperata, comicità sulfurea e irresistibile, satira volutamente rozza e impietosa". Morando Morandini gli assegna invece tre stelle su cinque, affermando che "è un po' tirato via, ora al dente ora scotto, ma come fucina di ilarità funziona a pieno vapore", dando risalto ai suoi graffi satirici sulla società italiana contemporanea e accomunandone lo stile a quello di Cesare Zavattini, Nikolaj Gogol' e Georges Courteline. Giancarlo Zappoli su MYmovies.it assegna al film tre stelle e mezza su cinque e afferma che "Salce sa cogliere con ironia ma anche con pietas i tratti caratteriali del personaggio che Villaggio incarna con studiata goffaggine" e che il regista "è lì a ricordare a molti degli spettatori che in realtà stanno ridendo di se stessi e della propria ignavia. Allora, grazie anche alla presenza di due 'firme' della sceneggiatura italiana come Leo Benvenuti e Piero De Bernardi, non perde l'occasione per fermare al punto giusto la macchina delle risate facendoci sentire quasi sensorialmente l'umiliazione subita dal Fantozzi padre dinanzi al dileggio della figlia da parte dei dirigenti", definendo la scena "un momento struggente di cinema". LongTake assegna al film tre stelle su quattro, definendolo "straordinariamente esilarante, vuoi per il personaggio di Villaggio, vuoi per i vari comprimari (...), ma anche per alcune sequenze diventate presto di culto, come la sfida calcistica scapoli contro ammogliati, la crocifissione in sala mensa o la partita a biliardo. Accanto alla comicità slapstick vi è però una tragicomica riflessione sulle miserie e le piccolezze dell'italiano medio, sottomesso ai ceti alti, vigliacco e micragnoso ma allo stesso tempo tenero e disperato. L'Italia degli anni settanta viene così ritratta impietosamente, con un quadro sociale che echeggia, anche nel linguaggio ricco di neologismi e stilemi ricorrenti, il feroce romanzo a episodi di Villaggio".
Raffaele Meale, recensendo il film su Quinlan in occasione della proiezione alla Festa del Cinema di Roma, gli assegna un 9 e ne sottolinea la forte satira sociale e politica, definendolo "uno dei capolavori del cinema italiano degli anni settanta" che "fa ancora vacillare le logiche di potere". Nel giorno della riedizione cinematografica, Demetrio Salvi scrive per Sentieri selvaggi: "Come tutti i personaggi che al cinema, in tv, ma anche in letteratura o nel teatro, funzionano, Fantozzi è uno specchio che tutti si augurano sia deformante: attraverso di esso abbiamo visto ciò che speravamo di non essere sempre accompagnati dal perverso sospetto che qualcosa, dentro di noi, finisse col coincidere esattamente con l'immagine che vedevamo riflessa". Due anni dopo Davide Pulici recensisce il film per Nocturno assegnandogli la valutazione massima e affermando che "la forza di Fantozzi è, alla fine della fiera, una virtù esorcistica. La media della gente che ci circonda e che comprende noi stessi, è ugualmente servile, codarda, pavida, profittatrice e sfigata del ragionier Fantozzi Ugo. La sua mostruosità, appunto, ci mostra noi stessi. Però l'esagerazione comica, il paradosso scava l’abisso tra noi e lui".

## Sequel
Il film ebbe nove sequel a partire da Il secondo tragico Fantozzi, distribuito l'anno successivo e ispirato ad altri capitoli degli stessi libri, e seguito poi da:
- Fantozzi contro tutti, regia di Neri Parenti e Paolo Villaggio (1980)
- Fantozzi subisce ancora, regia di Neri Parenti (1983)
- Superfantozzi, regia di Neri Parenti (1986)
- Fantozzi va in pensione, regia di Neri Parenti (1988)
- Fantozzi alla riscossa, regia di Neri Parenti (1990)
- Fantozzi in paradiso, regia di Neri Parenti (1993)
- Fantozzi - Il ritorno, regia di Neri Parenti (1996)
- Fantozzi 2000 - La clonazione, regia di Domenico Saverni (1999)